# والاک

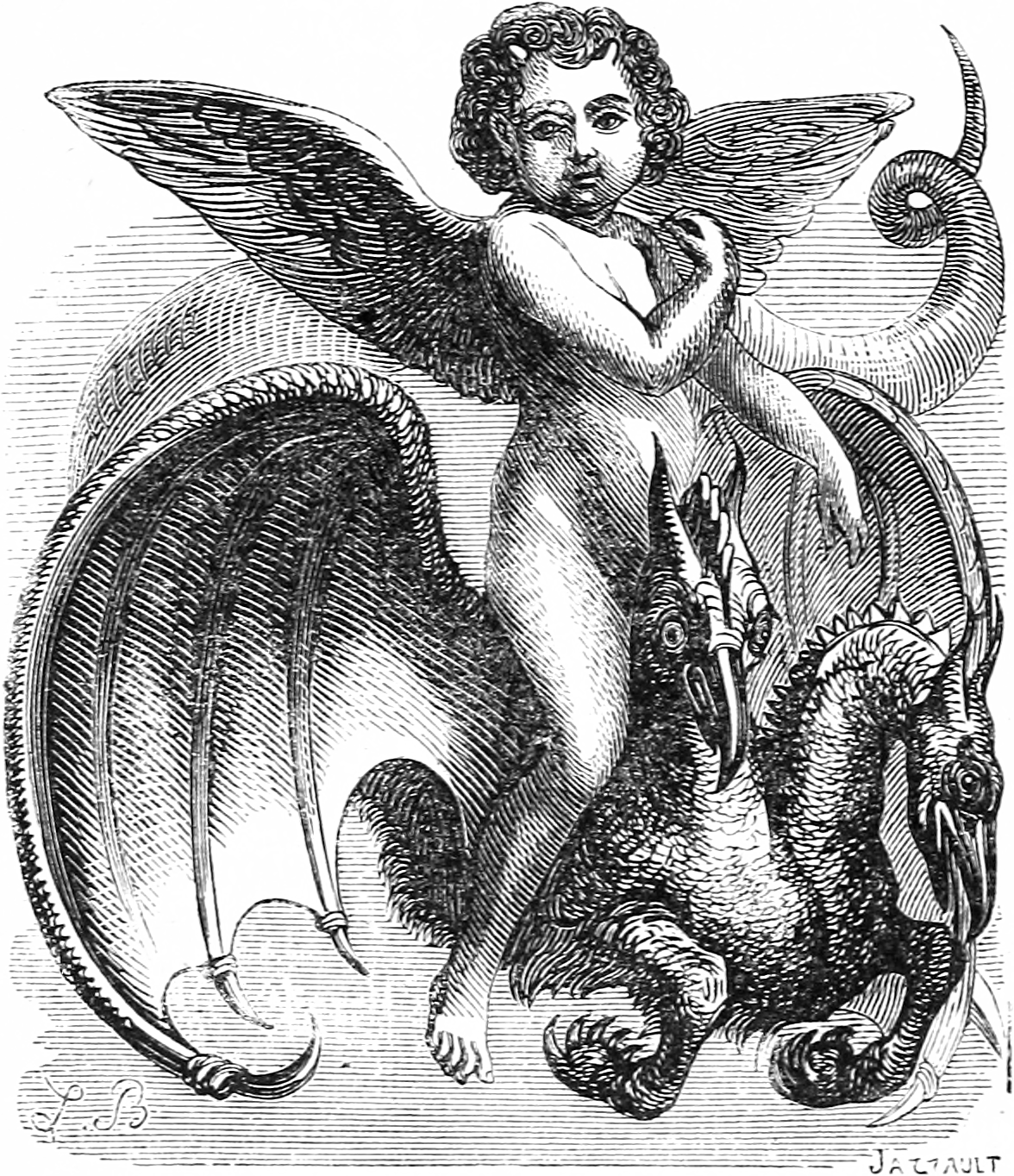
والاک طوری که در دیکشنری جهنمی ظاهر می‌شود

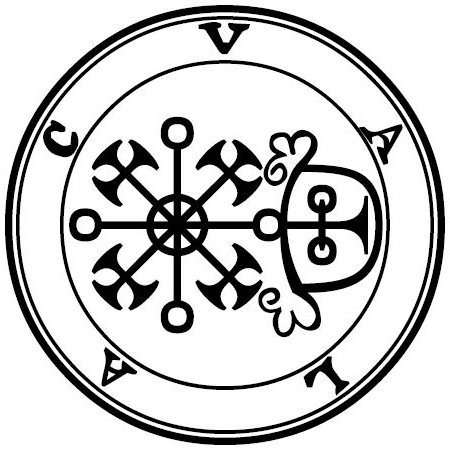
سیگیل والاک در کلید کوچکتر سلیمان

وَلِک (انگلیسی: Valac) نام یک دیو است که در کتاب کلید کوچک سلیمانی آمده‌است.
بر اساس این کتاب وَلِک به شکل یک پسر بچه برهنه با موهای طلایی و چشمان زرد رنگ و دو بال فرشته است که سوار بر یک اژدهای دو سر است.
اسمش به زبون نیاد یا با خون نوشته نشود چون آشکار و تسخیر میکند
در کتاب گفته شده که وَلِک قدرت آشکارسازی مکان گنج‌ها و کنترل مارها را دارد نام دیگر ان پادشاه مارها است.دارد.